# Deutsches Dampflokomotiv-Museum

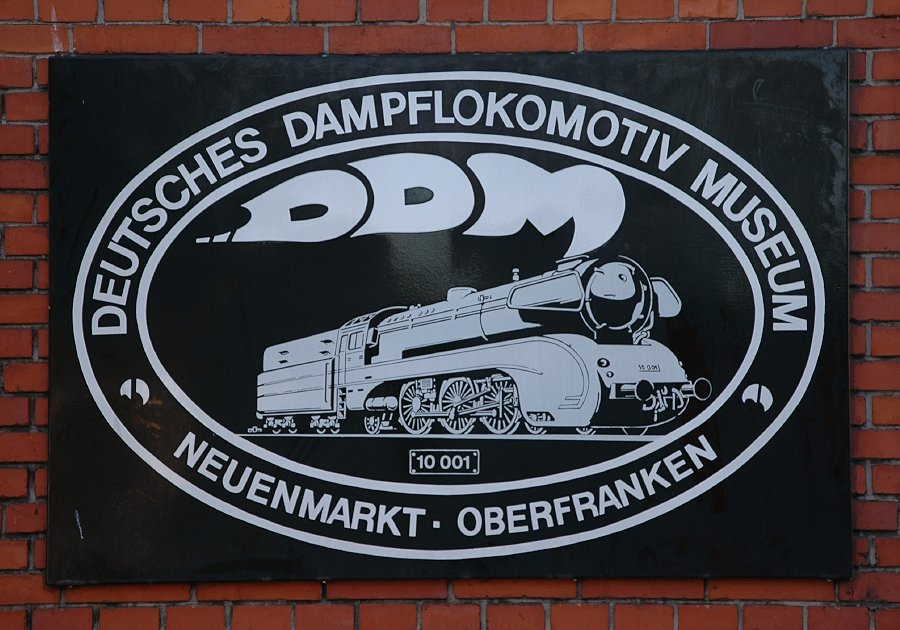
Emblem des DDM

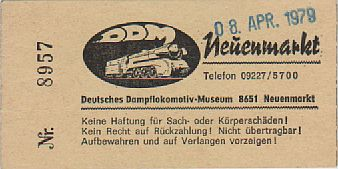
Eintrittskarte DDM

Das Deutsche Dampflokomotiv-Museum (Eigenschreibweise Deutsches Dampflokomotiv Museum, DDM) befindet sich in Neuenmarkt in Oberfranken. Der Ort mit einem Bahnhof an der Bahnstrecke Bamberg–Hof liegt am Fuß der Schiefen Ebene, einem Steilstreckenabschnitt der ehemaligen Ludwig-Süd-Nord-Bahn.

## Das Gelände

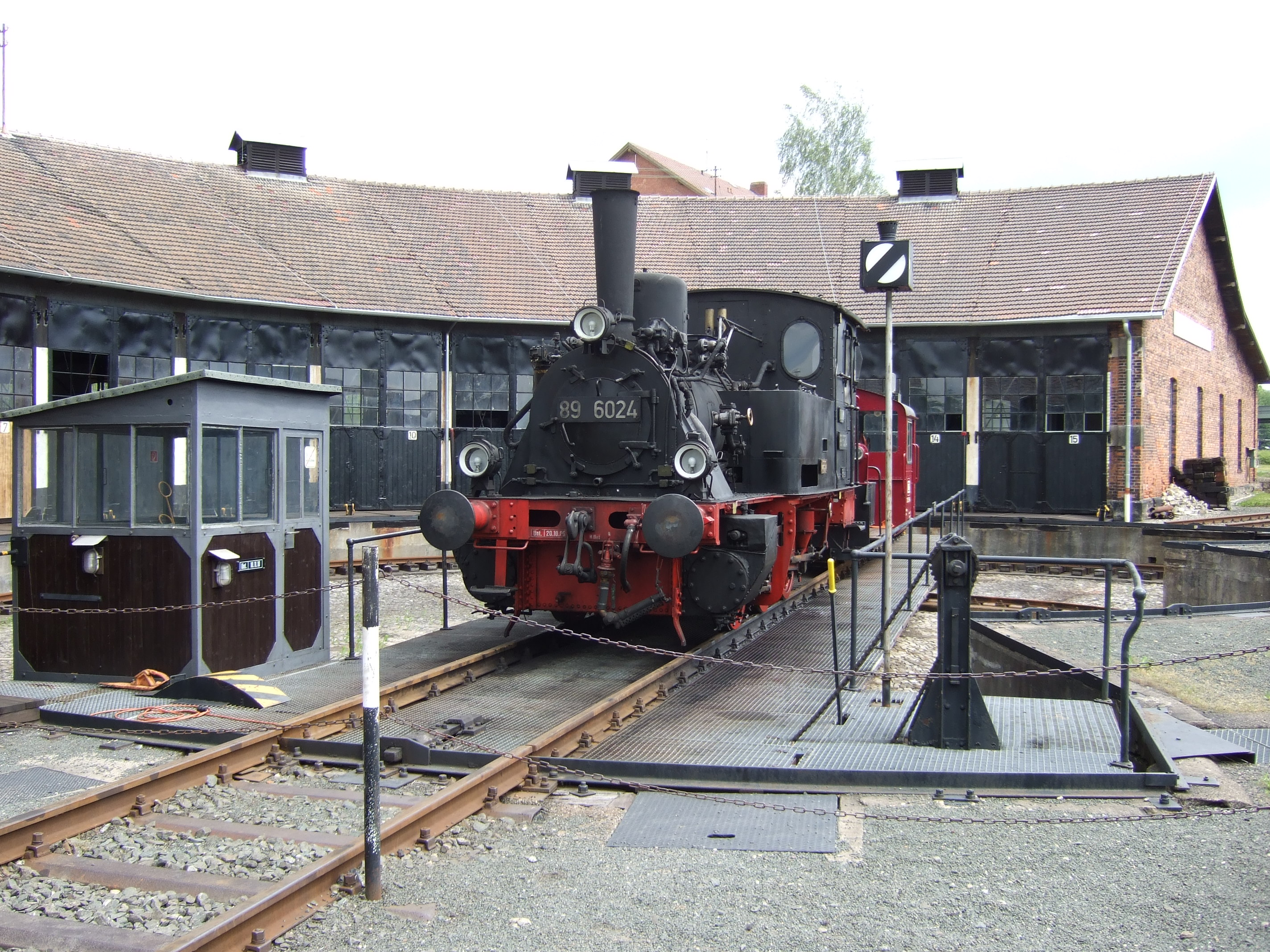
89 6024 auf der Segmentdrehscheibe vor dem Ringlokschuppen

Das Museum ist im ehemaligen Bahnbetriebswerk des Bahnhofs Neuenmarkt-Wirsberg untergebracht. Es umfasst einen 15-ständigen Ringlokschuppen, eine Segmentdrehscheibe, Wasserkräne, eine Bekohlungsanlage und einen Ruge-Bekohlungskran im neu gestalteten alten funktionsfähigen Kohlenhof.

## Geschichte
Das Bahnbetriebswerk zu Füßen der Schiefen Ebene wurde 1895 durch die Königlich Bayerischen Staatseisenbahnen gegründet und 1923 durch die Reichsbahn erweitert. Stationiert wurden dort unter anderem Schiebelokomotiven, z. B. Lokomotiven der Baureihe 95 (ehemalige Preußische T 20) und der Baureihe 96 (ehemalige Bayerische Gt 2x4/4). Ein Exemplar der Baureihe 95 ist im DDM zu sehen.
Nach Ende des Dampfbetriebs im fränkischen Raum, noch vor Mitte der 70er Jahre, wurde das Bahnbetriebswerk stillgelegt und sollte abgerissen werden. Der rührige Bauunternehmer und Eisenbahnfreund Günter Knauß erkannte die Chance, an diesem besonderen Ort ein Lokomotiv-Museum zu errichten. Die Gemeinde Neuenmarkt (später in den Zweckverband übergegangen) erwarb den Ringlokschuppen samt Nebengebäuden sowie das Gelände. Günter Knauß begann, Dampflokomotiven zu beschaffen und zu restaurieren. Ein bundesweiter Förderverein, der Verein der Freunde des DDM, unterstützte dieses Vorhaben von Anfang an intensiv.
Die offizielle Eröffnung des Deutschen Dampflokmuseums fand am 22. Juli 1977 statt. „Star“ der Dampflokomotivsammlung war mit der 10 001 eine der beiden letzten Schnellzug-Dampfloks der Deutschen Bundesbahn, die ursprünglich für das Berliner Verkehrsmuseum bestimmt gewesen war und gegen eine Maschine der Baureihe 01 getauscht werden konnte. 1984 übernahm ein Zweckverband, bestehend aus dem Regierungsbezirk Oberfranken, dem Landkreis Kulmbach und der Gemeinde Neuenmarkt, das Museum, um den Bestand des DDM für die Zukunft zu sichern.
Im Frühjahr 1995 fuhr ein Schienenbus der Baureihe VT 95 des DDM auf einer fünftägigen Reise von Neuenmarkt über Küstrin, Danzig und Elbing nach Königsberg und zurück.

## Museumslokomotiven

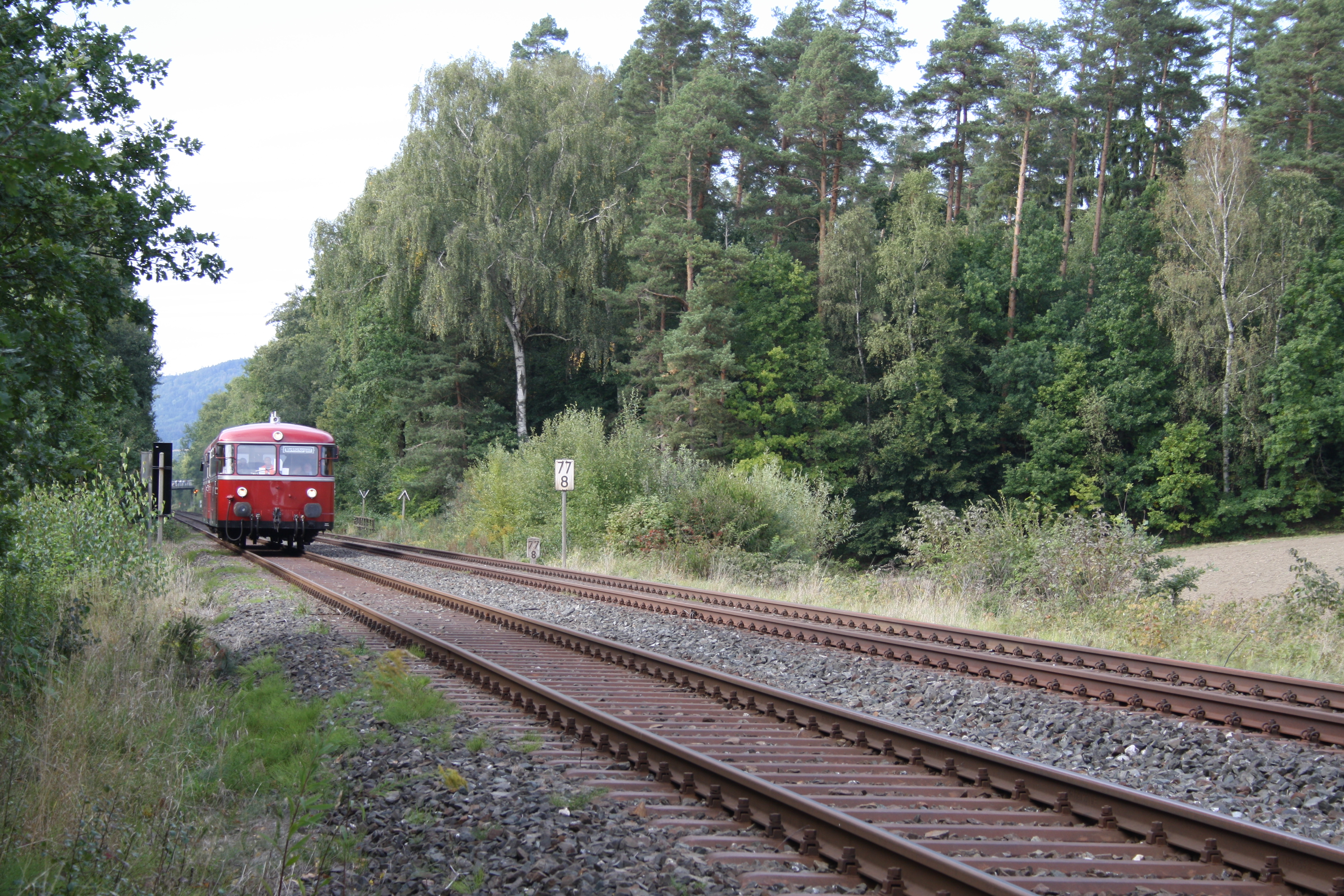
Schienenbus der Baureihe VT 98 des Deutschen Dampflokomotiv-Museums auf der Schiefen Ebene

Vorhanden sind etwa 60 Triebfahrzeuge, darunter ca. 30 Dampflokomotiven, unter anderem
- bayerische S 3/6 (18 612, Tender von 18 610)
- PtL 2/2 (98 307, bekannt als Glaskasten, einzige vollständig erhaltene Lok dieser Baureihe)
- preußische P 8 und T 141 – (früher eingesetzt auf der Höllentalbahn im Frankenwald) und
- sächsische XIV HT
- preußische T0

Loktypen, Baureihen der
- Deutschen Reichsbahn (BR 01, BR 01.10, BR 03, BR 44, BR 50, BR 64, BR 80 (80 013, Hagans Fabriknr. 1227, 1927), BR 86) und der
- Deutschen Bundesbahn (BR 10 (einziges erhaltenes Exemplar der Baureihe) und BR 23) sowie
- Industrielokomotiven.

In der Dauerausstellung kann nur etwa ein Dutzend dieser Fahrzeuge gezeigt werden. Außerdem existiert auf dem Gelände eine museumseigene Schmalspurstrecke (600 mm), die von Dampf- und Diesellokomotiven befahren wird. Eine Schnellfahr-Elektrolokomotive der Baureihe 103 war als Museumslokomotive vorübergehend im DDM zu sehen. Mit einem Schienenbus der Baureihe VT 98 werden Fahrten, z. B. über die Schiefe Ebene nach Marktschorgast oder in die Alpen, durchgeführt.

## Andere Fahrzeuge und Exponate

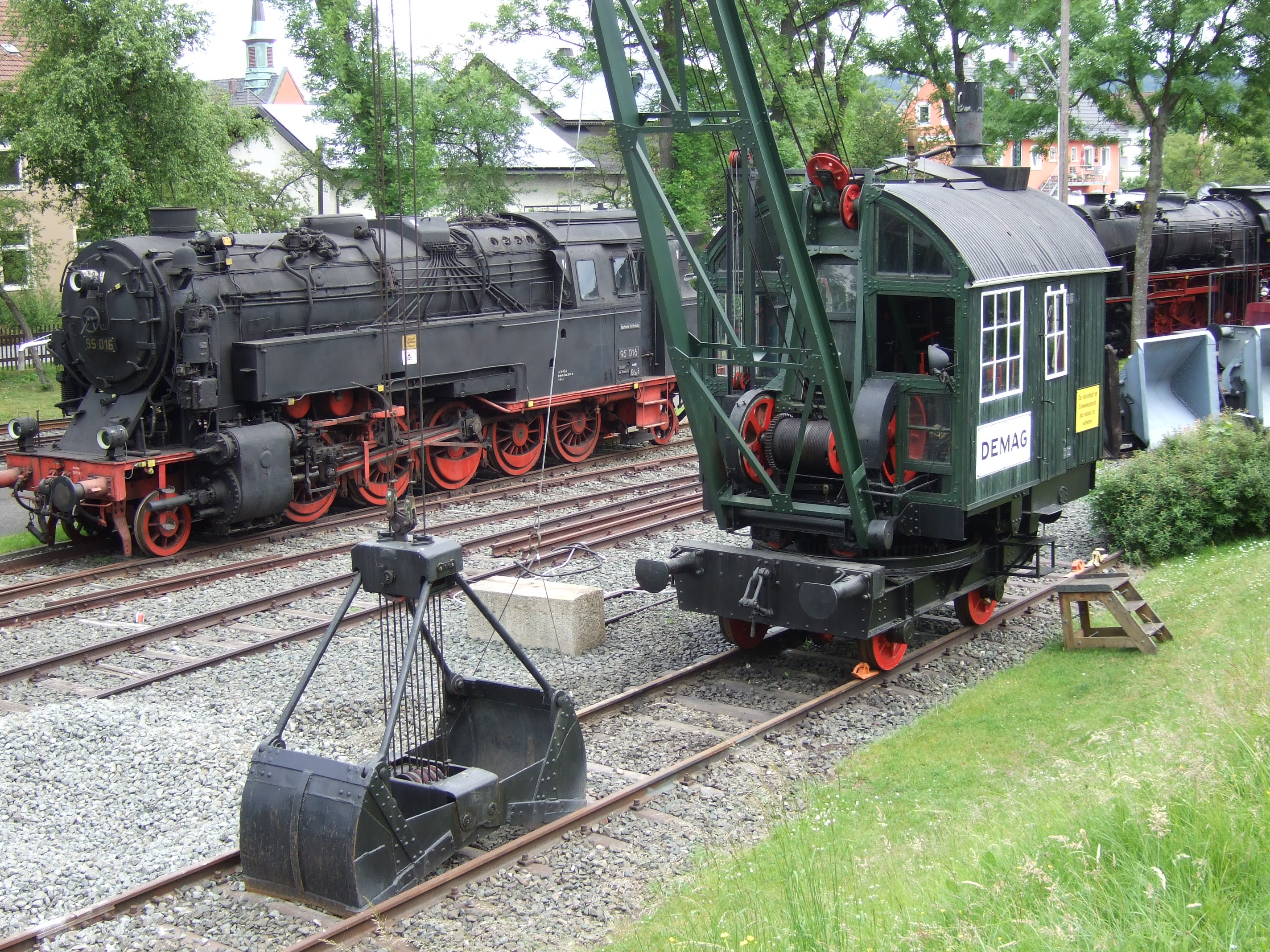
DEMAG-Schienendampfkran und 95 016 (Preußische T 20)

Ausgestellt sind außerdem Dampflokomotivteile, darunter Rauchkammer, Radsatzgruppe und Zylinderblock der Lok 18 610 (S 3/6) sowie ein aufgeschnittener Kessel einer Preußischen G 8. Weitere Fahrzeuge und Exponate der Eisenbahngeschichte ergänzen die Ausstellung. So ist unter anderem
- ein Schienen-Dampfkran der DEMAG AG, Baujahr 1927,
- ein Speisewagen, Baujahr 1935,
- ein Salonwagen, Baujahr 1937, der 1955 von Konrad Adenauer bei seinem historischen Besuch in Moskau benutzt wurde. Dieser Wagen soll aus einem Eisenbahnwagen-Bestand stammen, der für Adolf Hitler vorzuhalten war.
- eine Dampf-Schneeschleuder von Henschel, Baujahr 1941,
- ein Schneepflug, Bauart Klima, von Henschel, Baujahr 1960, und
- eine historische Telegrafenstation

zu sehen.
Für Fahrten über die Steilstrecke ist im Museum ein Schienenbus Baureihe 796 stationiert.

## Modelleisenbahnanlage Schiefe Ebene
Eine 42 m² große, von Josef Brandl gestaltete Modelleisenbahnanlage bildet die Schiefe Ebene nach. Es wird als Ausgangsort der Bahnhof Neuenmarkt-Wirsberg gezeigt, dann führt die Strecke von der Steinernen Brücke über die Blockstelle Streitmühle zu den Steinwällen der Schiefen Ebene, um dann die Strecke Richtung Marktschorgast zu zeigen.

## Veranstaltungen

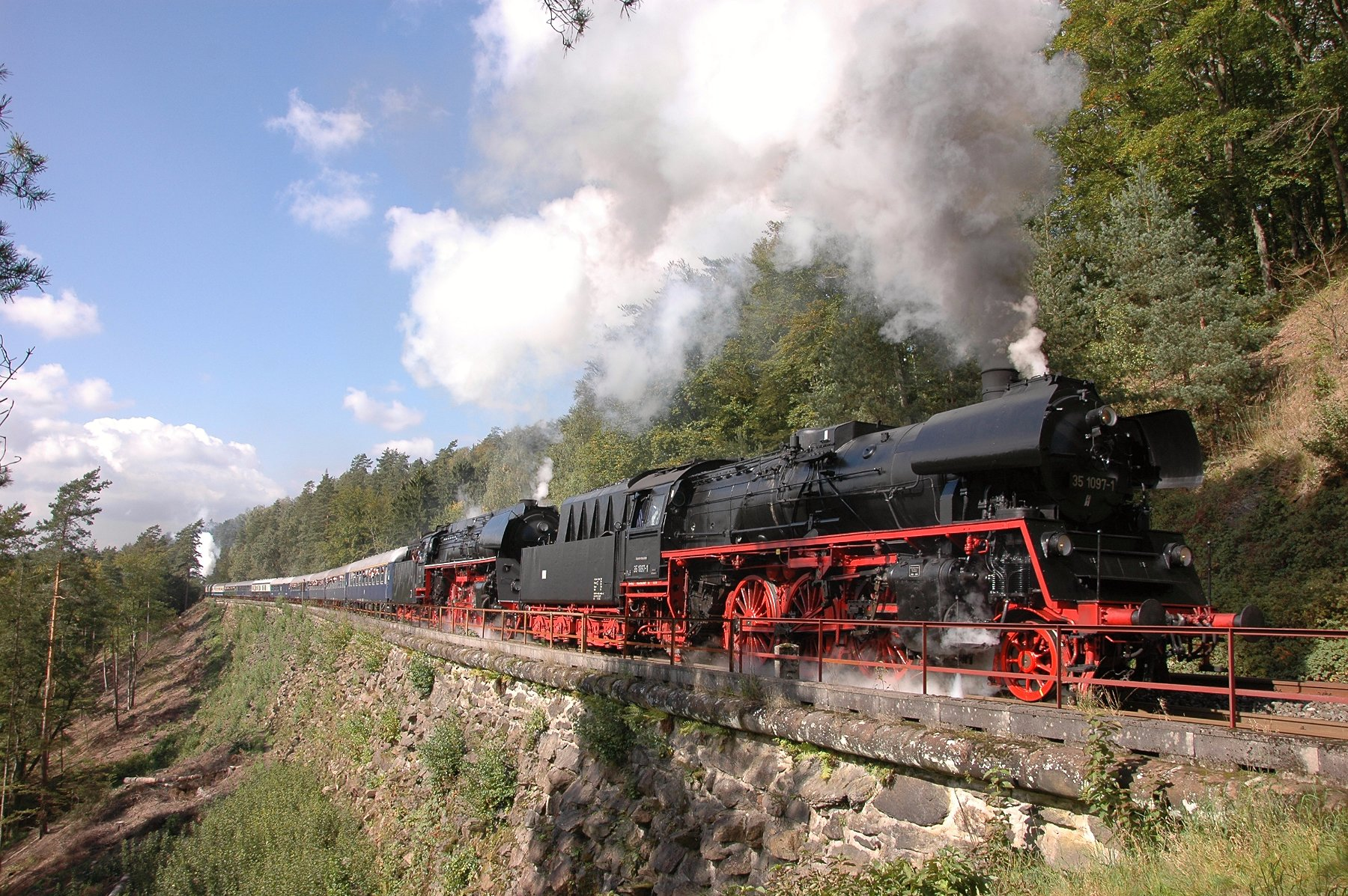
Dampfsonderzug auf der Schiefen Ebene (2010)

Neben der Präsentation seiner statischen Ausstellung veranstaltet das DDM in unregelmäßigen Abständen, meist in Zusammenarbeit mit anderen Eisenbahnmuseen sowie Bahn- und Lokomotivbetreibern Sonderfahrten u. a. über die Schiefe Ebene. Vor allem dampflokgeführte Sonderfahrten sorgen für zahlreiches Publikum aus ganz Europa und auch aus Übersee. Durch die komplett funktionsfähige Infrastruktur für die Versorgung von Dampflokomotiven ist das Museum auch zentraler Anlaufpunkt für die Züge anderer Dampfsonderzugveranstalter.
Jährlich stattfindende Veranstaltungen sind die Pfingstdampftage und das Kohlenhoffest. Daneben werden Bahnhofsrundfahrten und Fahrten mit der Kleinbahn auf dem Museumsgelände geboten.
Herausragende Veranstaltungen waren das Dampf-Festival 2010 über drei Tage anlässlich des Jubiläums „175 Jahre Deutsche Eisenbahn“, die Jubiläumsveranstaltungen anlässlich 140 und 150 Jahre Schiefe Ebene sowie Fahrten mit dem museumseigenen Schienenbus durch ganz Deutschland und auf Bahnen im Ausland.

## Bilder aus dem DDM

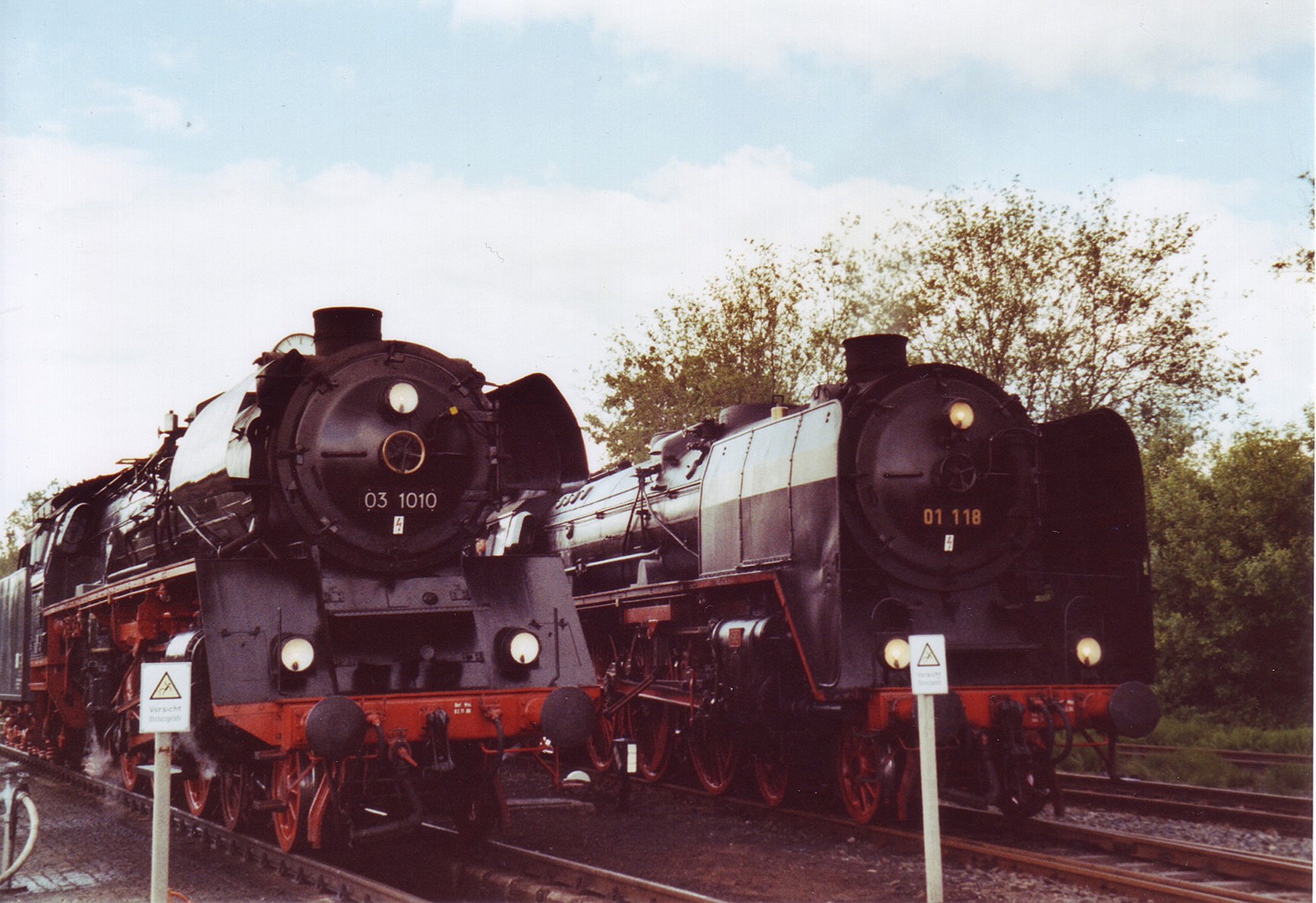
Besuch im DDM: 01 118 und 03 1010 im Vergleich
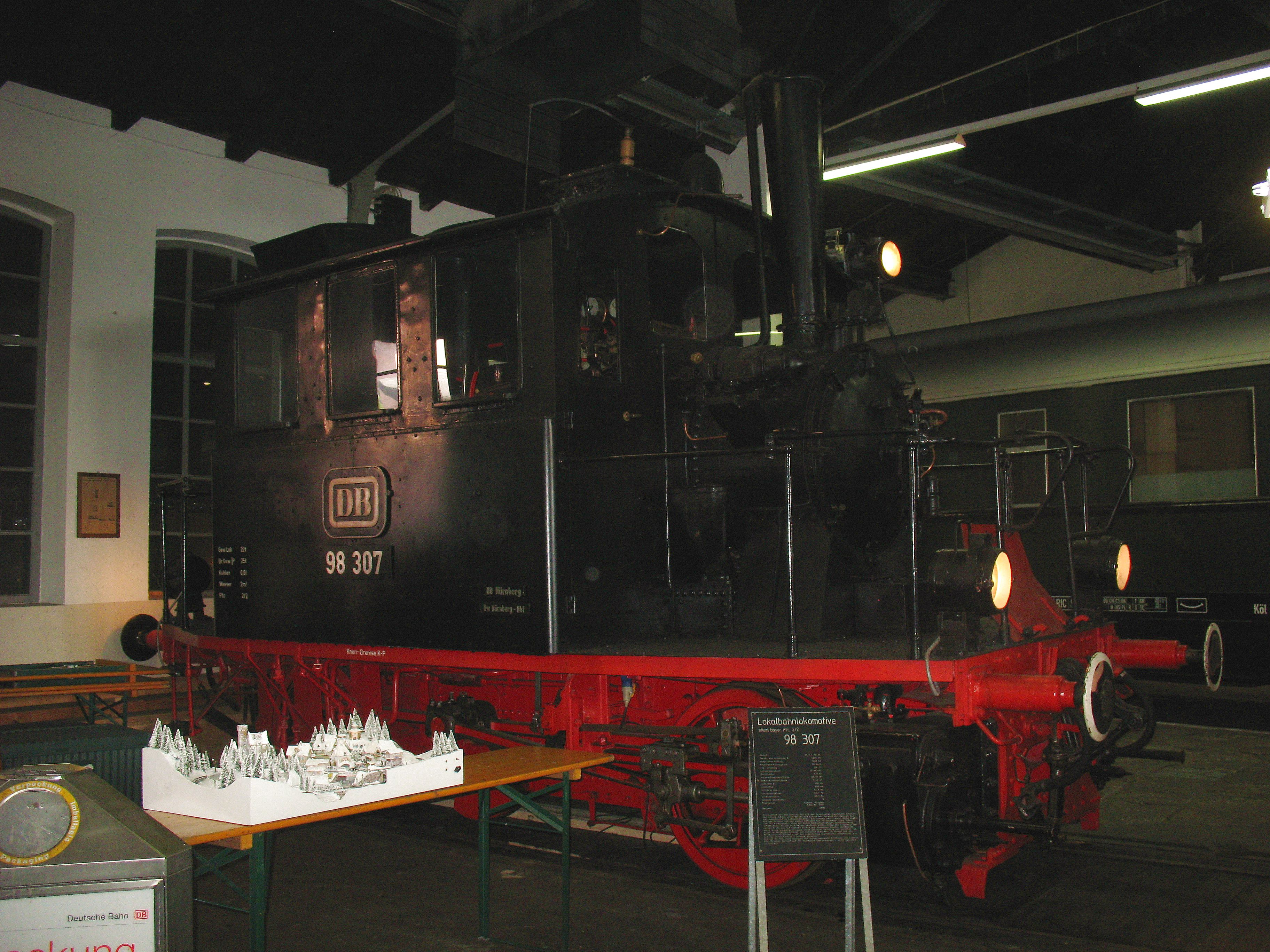
98 307 Glaskasten (PtL 2/2) des DDM
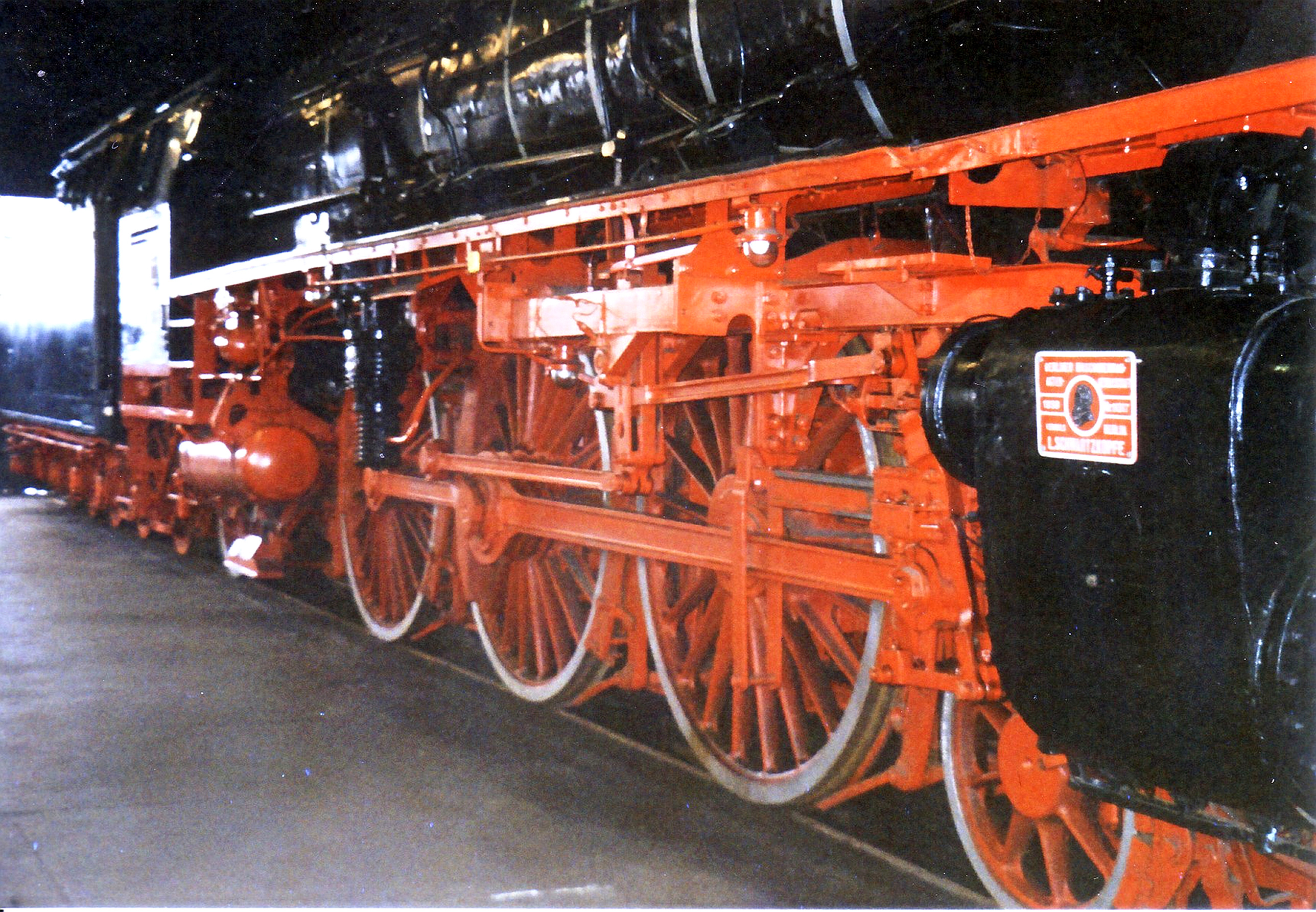
Triebwerk der 01 1061 (BR 01.10) des DDM
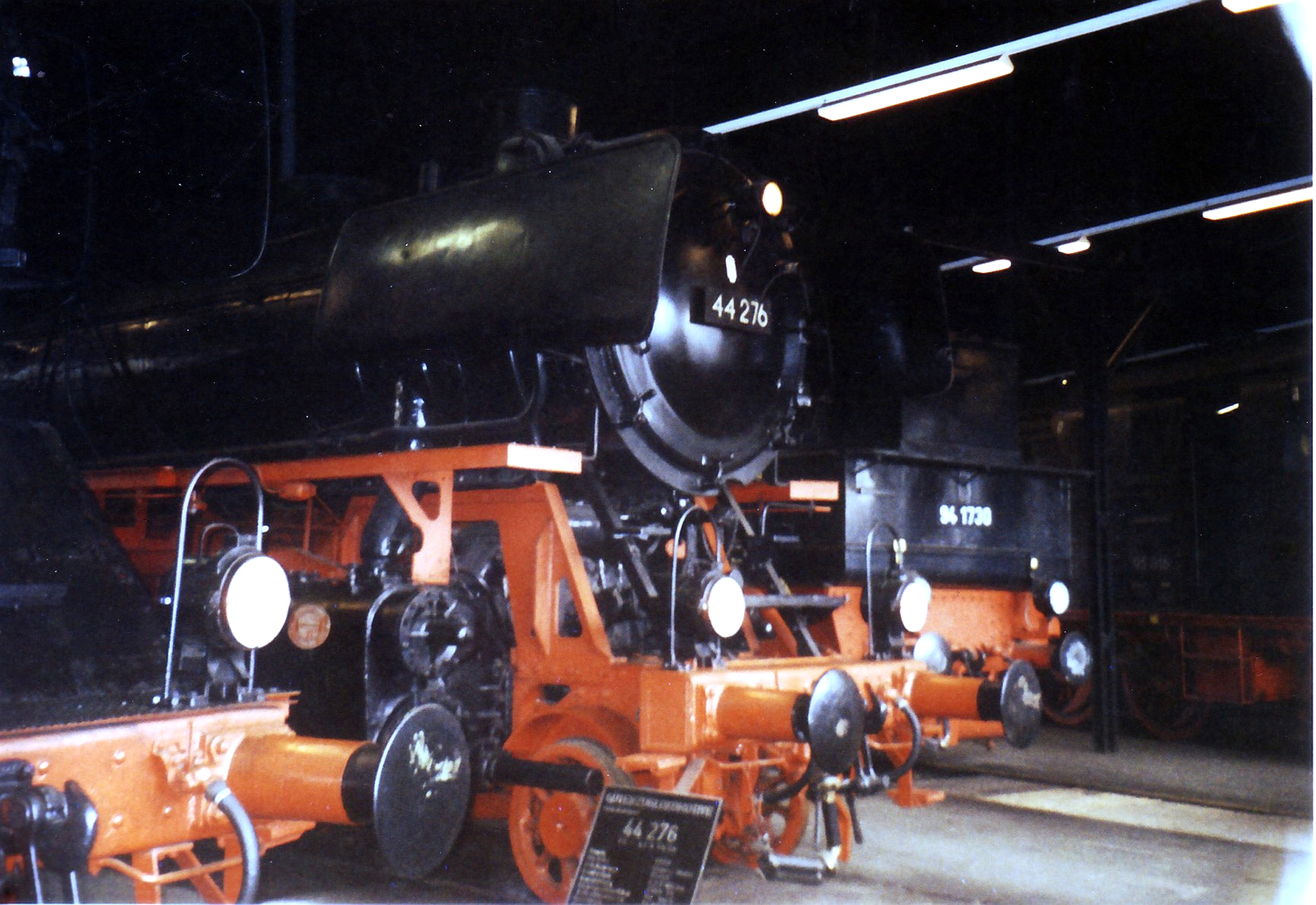
Blick in den Ringlokschuppen des DDM
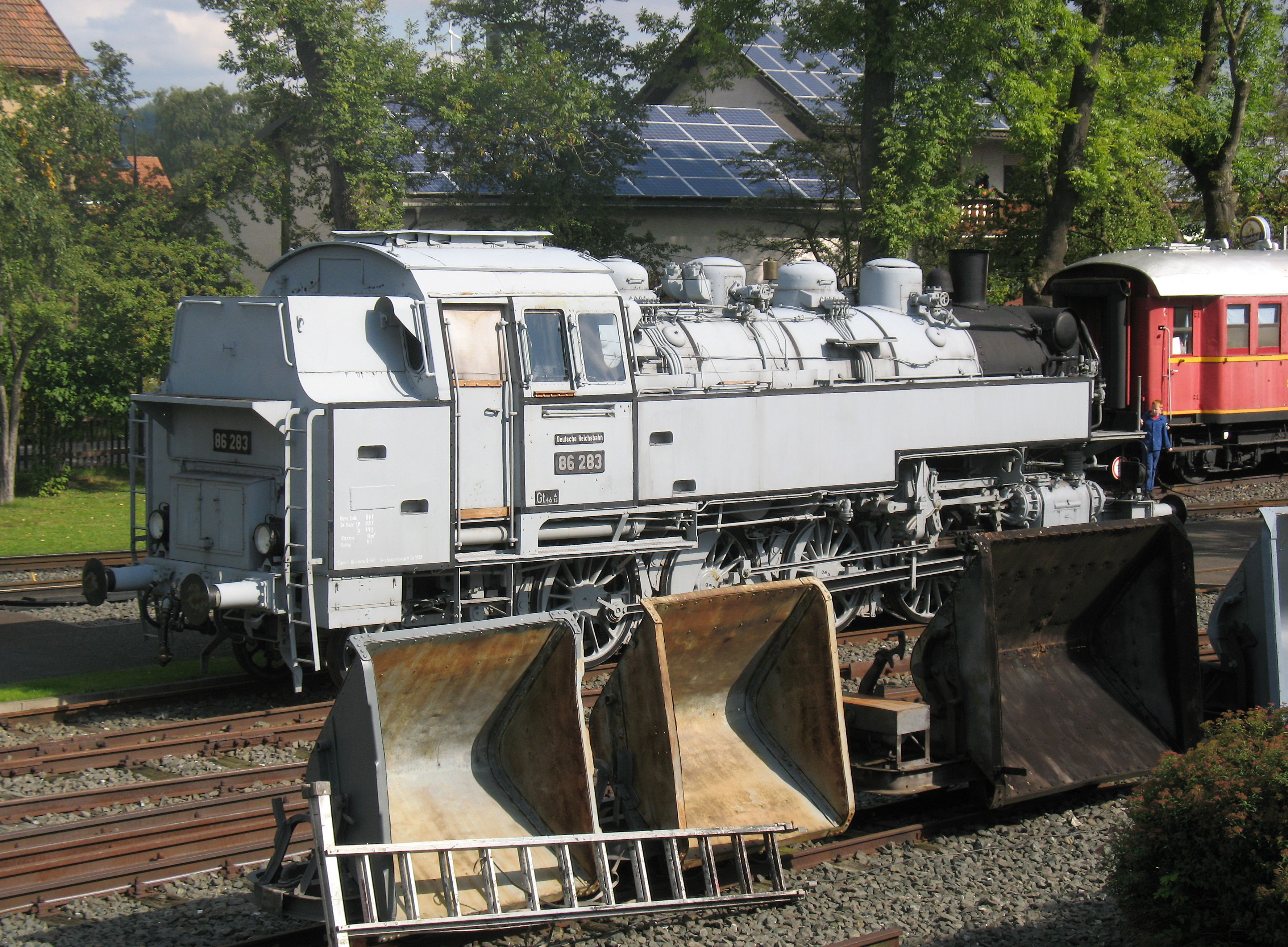
86 283 (BR 86) des DDM im historischen Fotoanstrich
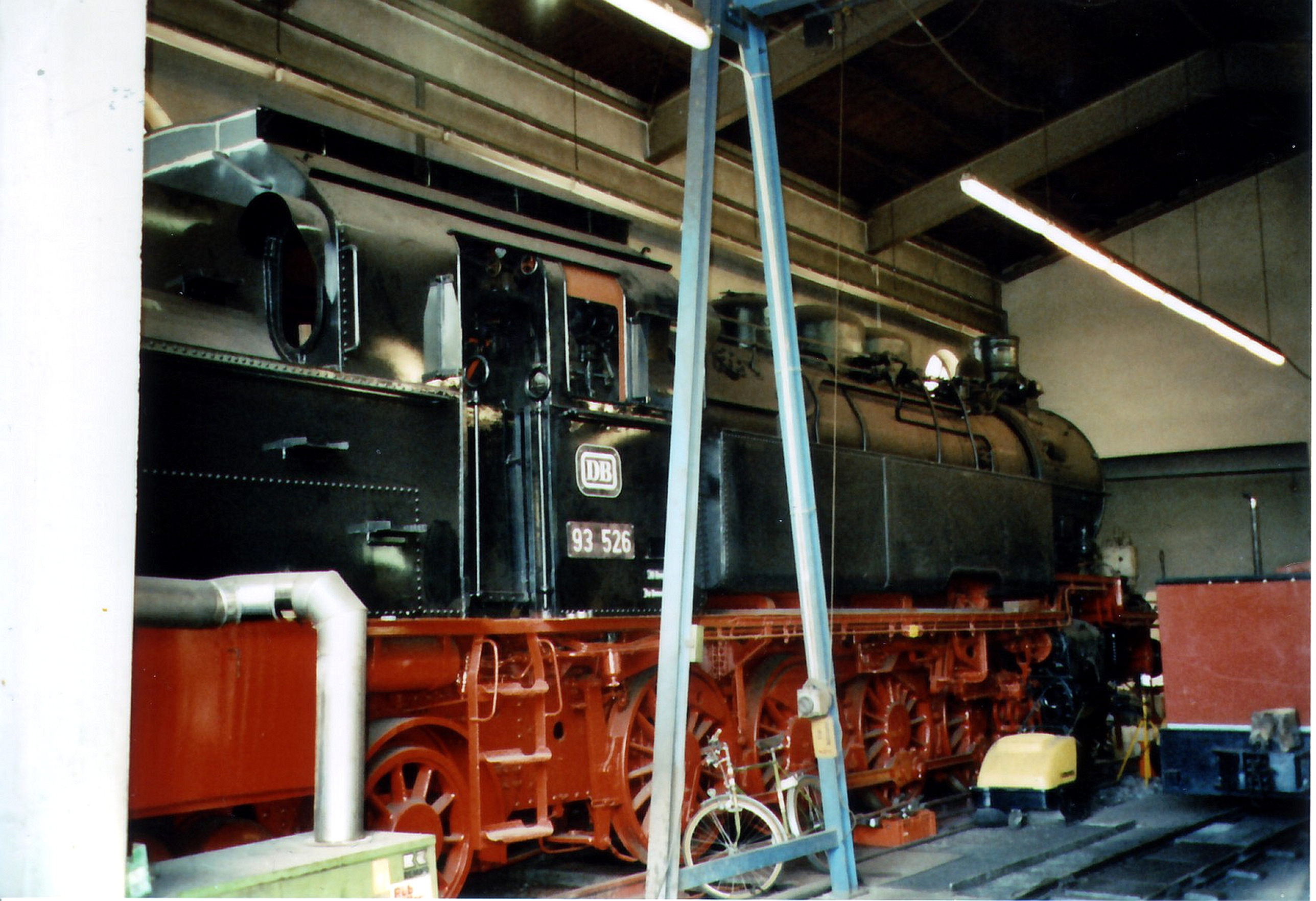
93 526 (T 14.1) in der Werkstatt des DDM
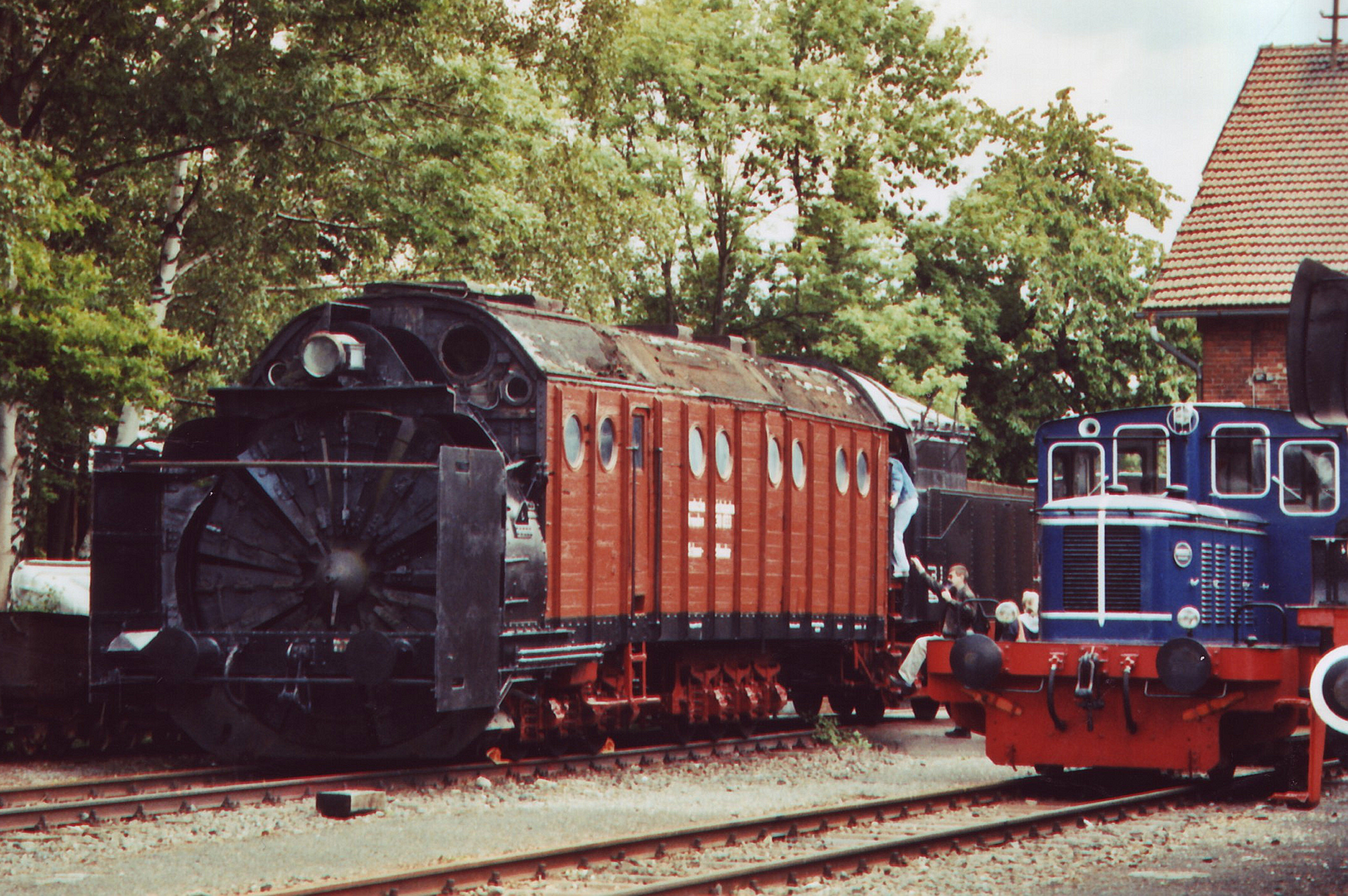
Dampfgetriebene Schneeschleuder 979 4100 des DDM
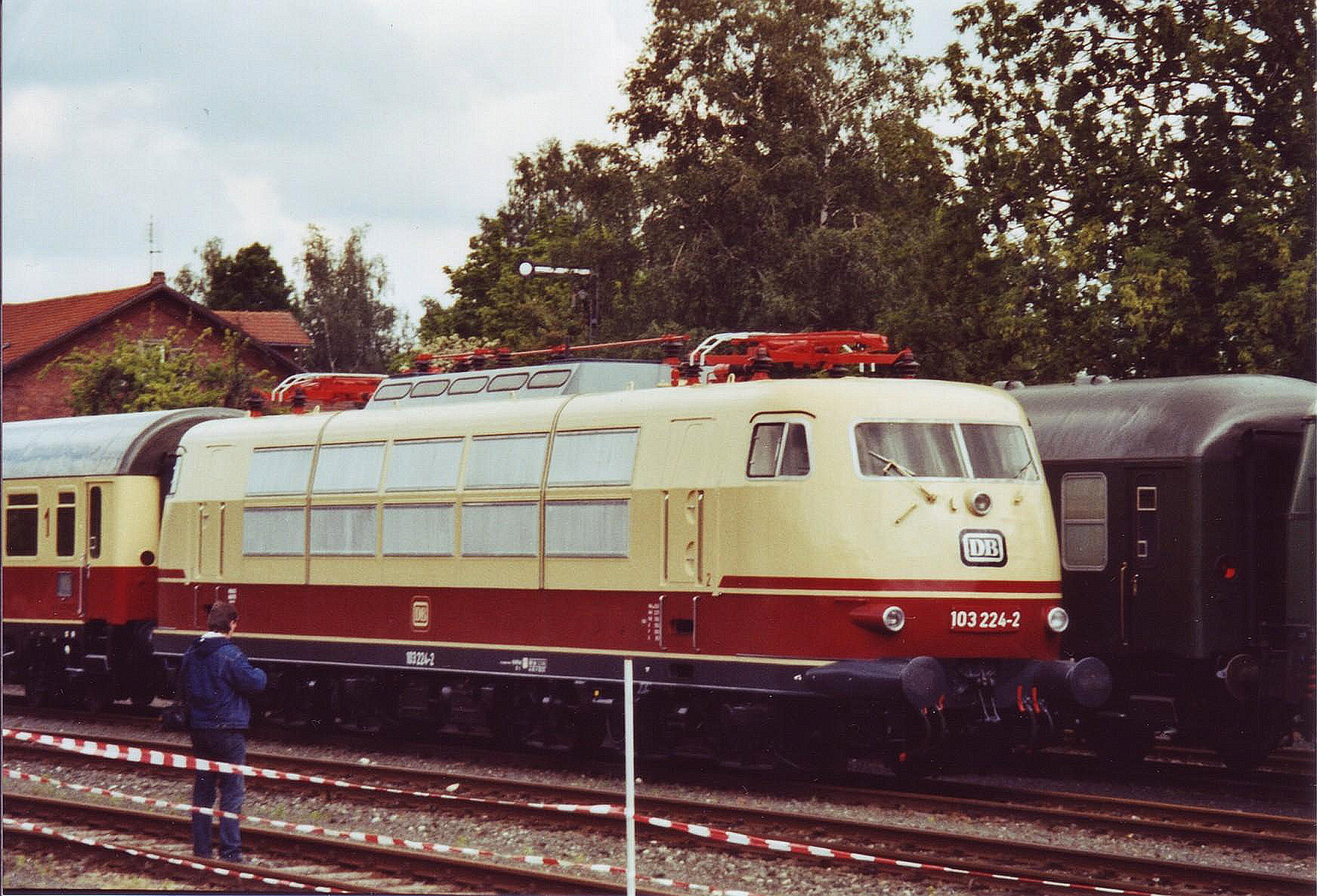
DB-Museumslok 103 224-2 der Baureihe 103
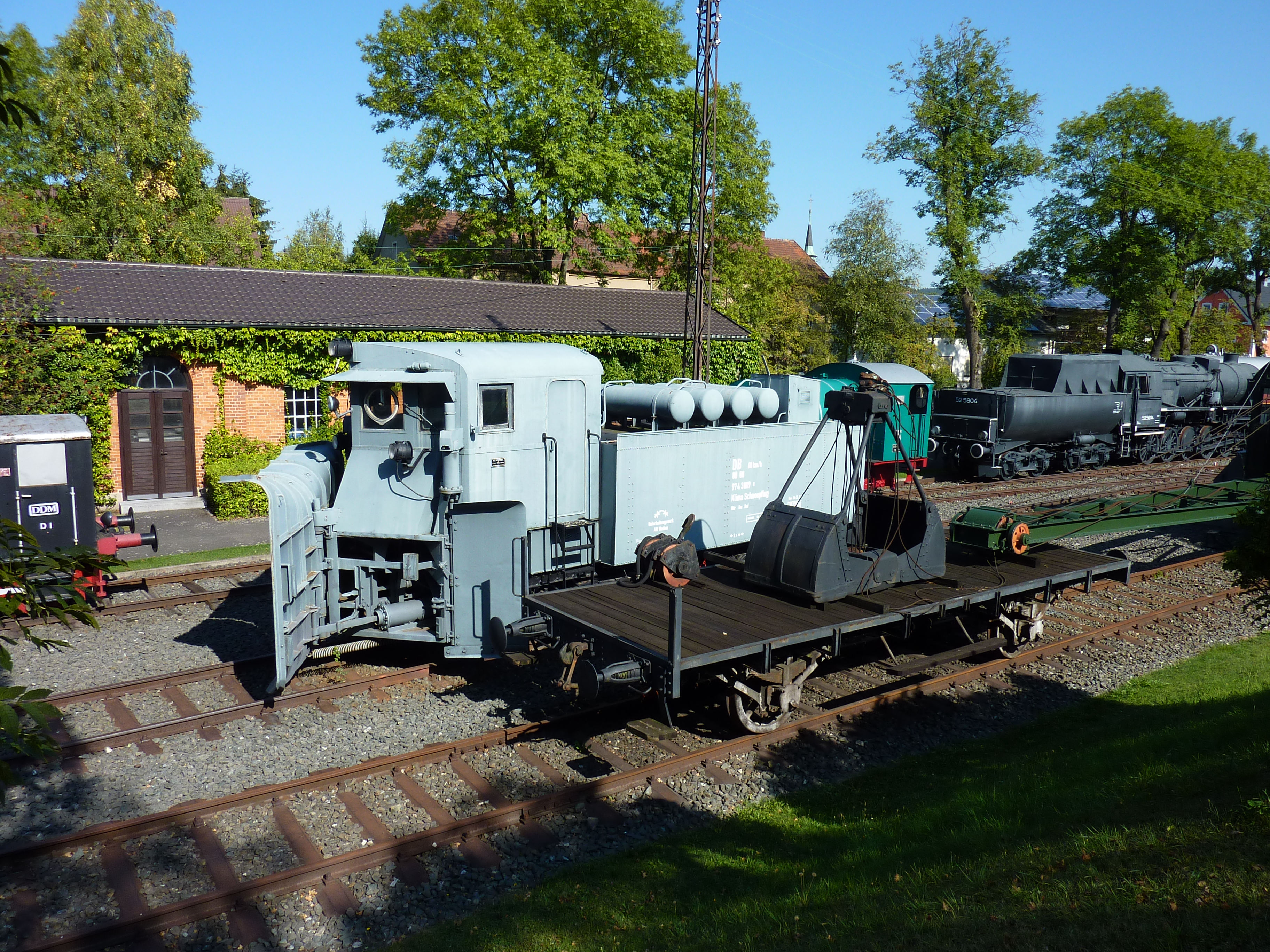
Klima-Schneepflug
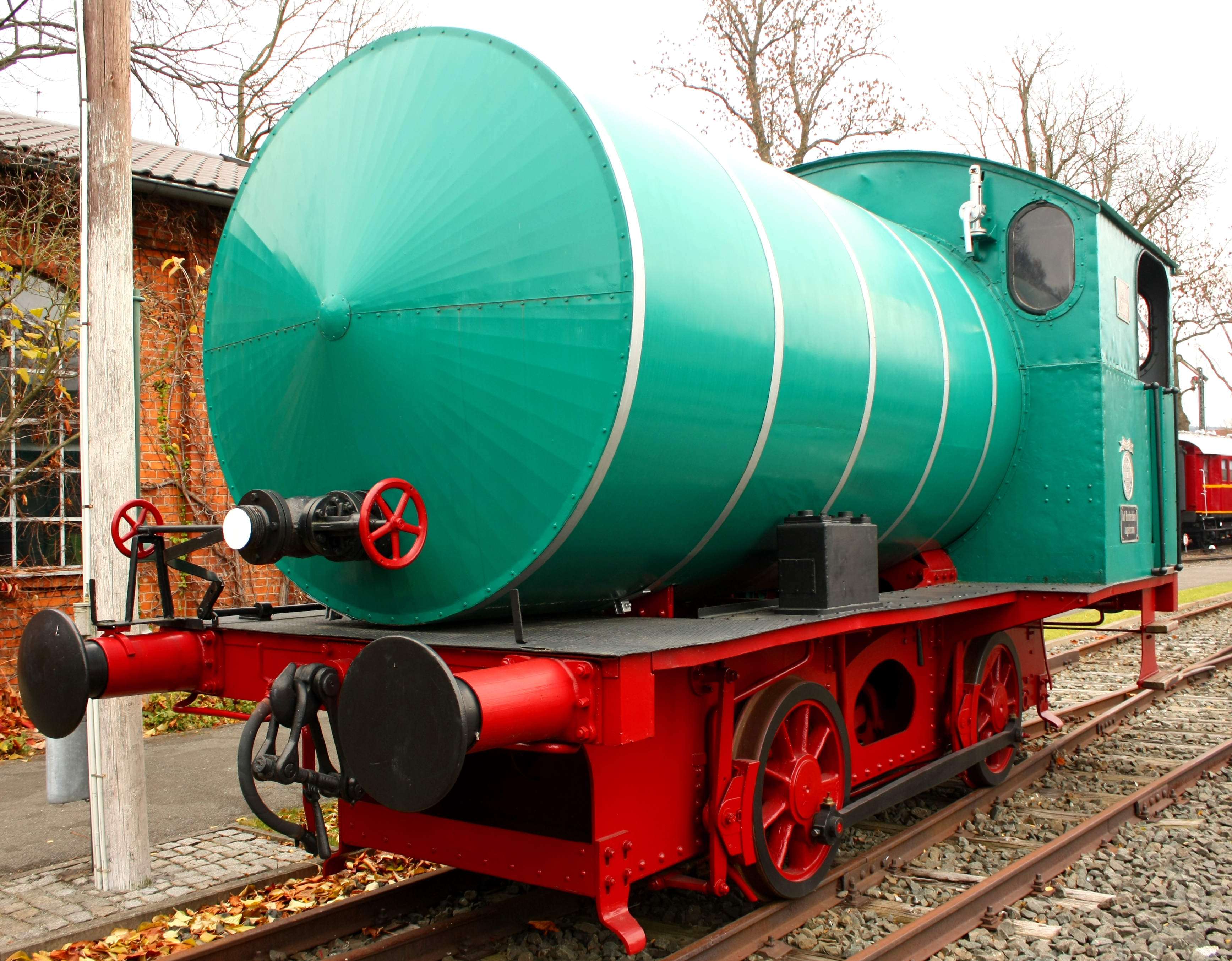
Dampfspeicherlok
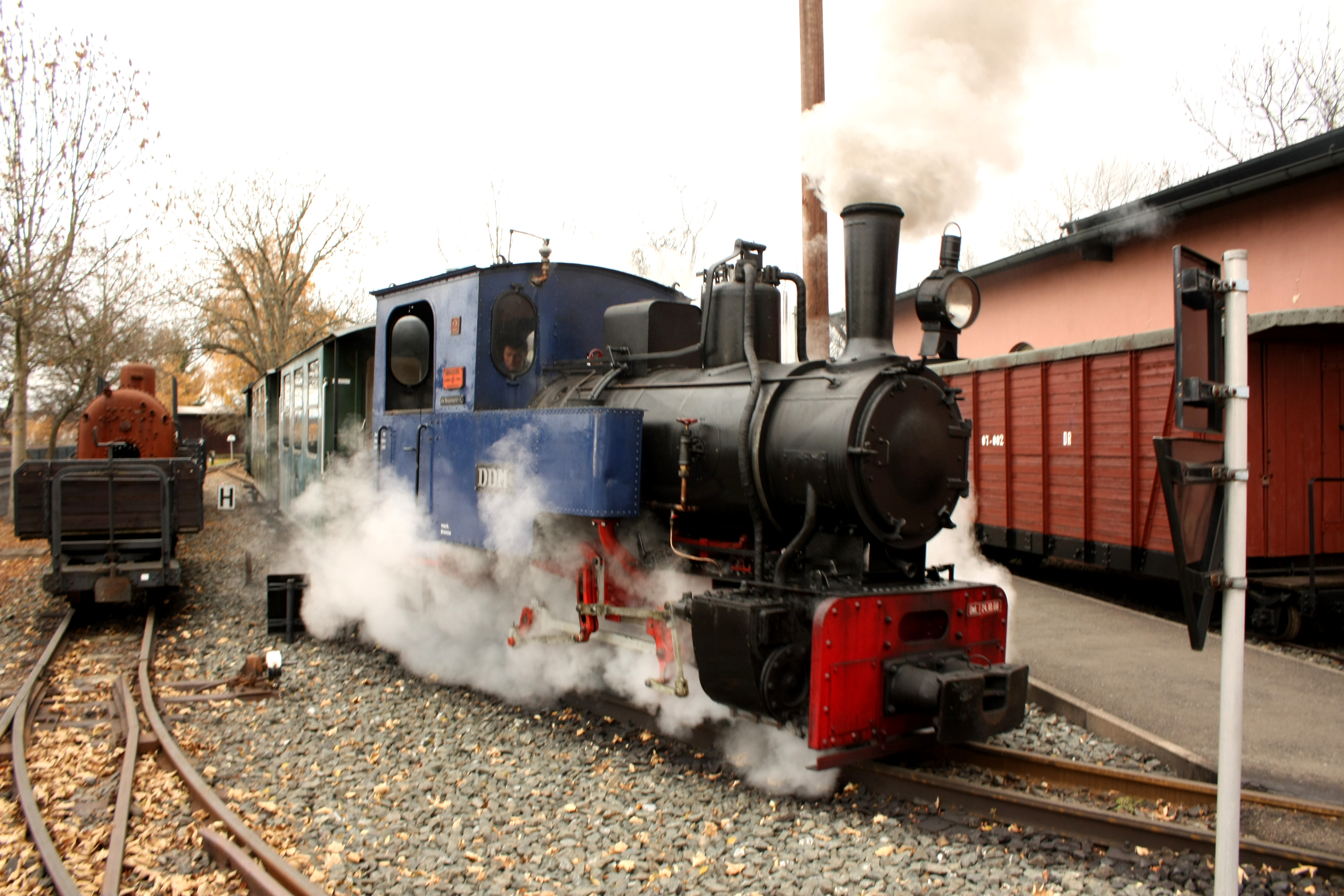
Rundfahrt mit einer Schmalspurdampflok